# Lycoperdon
Lycoperdon Pers. (purchawka) – rodzaj grzybów z rodziny purchawkowatych (Lycoperdaceae). W Europie występuje 14 gatunków.

## Systematyka i nazewnictwo
Pozycja w klasyfikacji według Index Fungorum: Lycoperdaceae, Agaricales, Agaricomycetidae, Agaricomycetes, Agaricomycotina, Basidiomycota, Fungi.
Synonimy naukowe: Bovistella Morgan, Calvatiella C.H. Chow, Capillaria Velen., Cerophora Raf., Handkea Kreisel, Lycoperdon subgen. Bovistella (Morgan) Jeppson & E. Larss., Lycoperdon subgen. Utraria (Quél.) Jeppson & E. Larss., Priapus Raf., Sufa Adans., Utraria Quél.
Polska nazwa pochodzi od dźwięku wydawanego po nadepnięciu dojrzałego owocnika. Nazwa naukowa pochodzi od greckiego λύκος, tj. wilk oraz πέρδομαι – wypuszczam gazy jelitowe (por. prasłowiańskie *pьrdjǫ, *pьrděti). Nazwę polską podał Józef Jundziłł w 1830 r. W polskim piśmiennictwie mykologicznym rodzaj ten opisywany był też jako prochówka.

## Charakterystyka
Owocniki kuliste lub odwrotnie gruszkowate z zarodnikami wewnątrz. Podczas dojrzewania powoli brązowiejące. Po naciśnięciu zarodniki rozpylają się wydostając na zewnątrz przez otworek w górnej części owocnika. Trzony płonne. Wysyp zarodników: oliwkowobrązowy do umbrowobrązowego. Zarodniki okrągławe, gładkie do brodawkowatych, bez pory rostkowej.
Grzyby saprotroficzne rosnące na ziemi, rzadko na martwym drewnie. Większość gatunków jest jadalna, jednak do spożycia nadają się tylko osobniki młode, dopóki ich wnętrze jest białe.
Gatunki występujące w Polsce:
- Lycoperdon caudatum J. Schröt. 1889 – purchawka długostopkowa
- Lycoperdon decipiens Durieu & Mont. 1848 – purchawka stepowa
- Lycoperdon dermoxanthum Vittad. 1843 – tzw. kurzawka drobniutka
- Lycoperdon echinatum Pers. 1794 – purchawka jeżowata
- Lycoperdon ericaeum Bonord. 1857 – purchawka wrzosowiskowa
- Lycoperdon excipuliforme (Scop.) Pers. 1801 – purchawka fiolowata[5]
- Lycoperdon lividum Pers. 1809 – purchawka cisawa
- Lycoperdon mammiforme Pers. 1801 – purchawka łatkowata
- Lycoperdon molle Pers. 180 – purchawka miękka
- Lycoperdon nigrescens Wahlenb. 1794 – purchawka czarniawa
- Lycoperdon norvegicum Demoulin 1971 – purchawka norweska
- Lycoperdon perlatum Pers. 1796 – purchawka chropowata
- Lycoperdon pratense Pers. 1797 – tzw. purchaweczka spłaszczona
- Lycoperdon purpurascens (Berk. & M.A. Curtis) Sacc. 1888
- Lycoperdon radicatum Durieu & Mont. 1848[6] – tzw. kurzaweczka korzeniowata
- Lycoperdon umbrinum Pers. 1801 – purchawka brunatna

Wykaz gatunków (nazwy naukowe) na podstawie Index Fungorum. Wykaz gatunków i nazwy polskie według Władysława Wojewody.

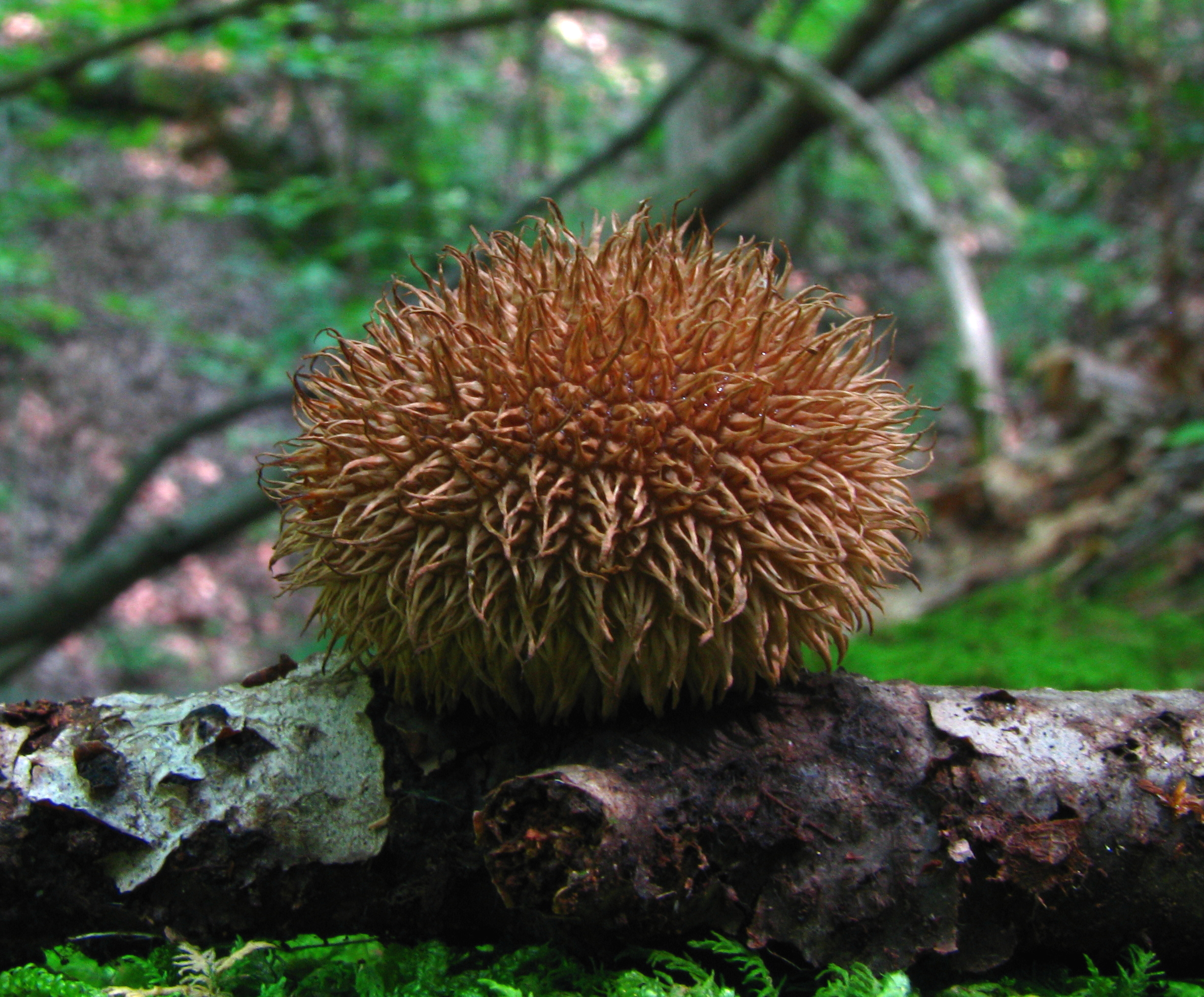
Purchawka jeżowata
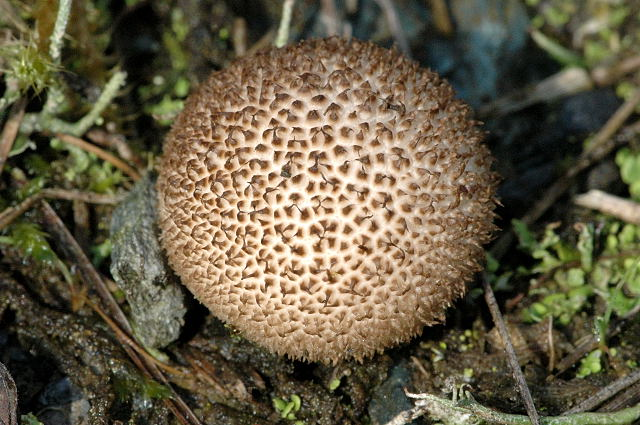
Purchawka czarniawa
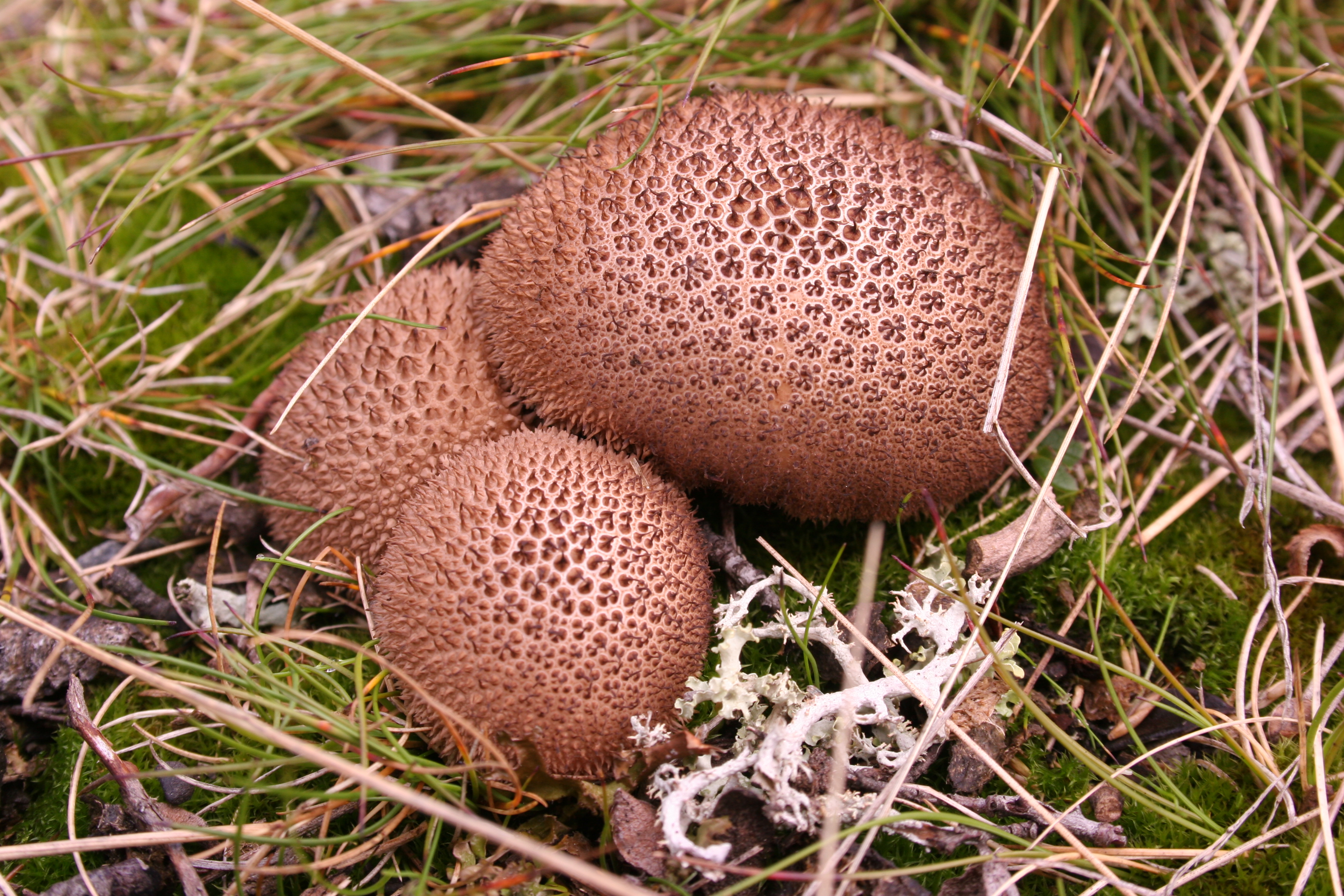
Purchawka brunatna
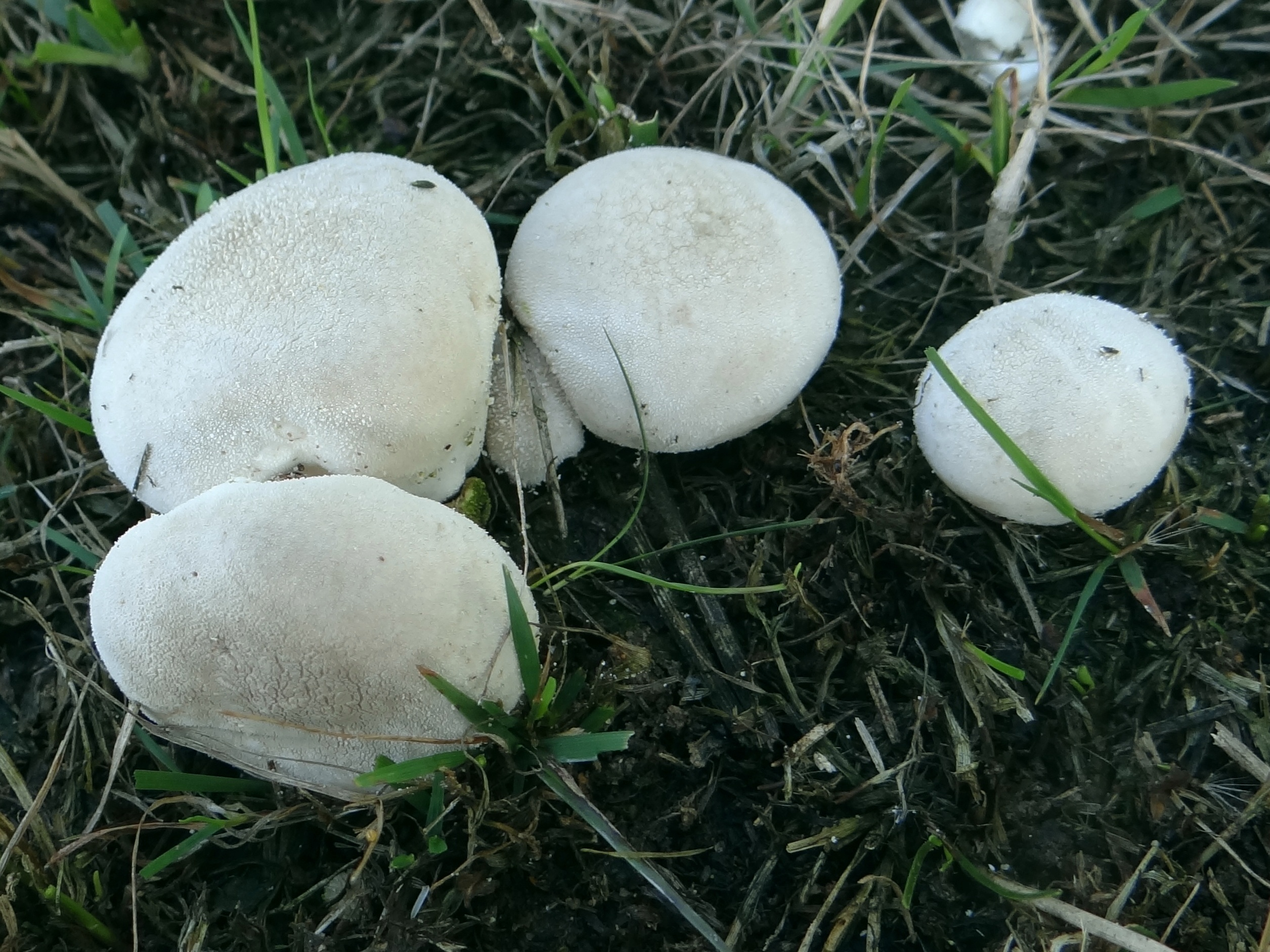
Purchaweczka spłaszczona
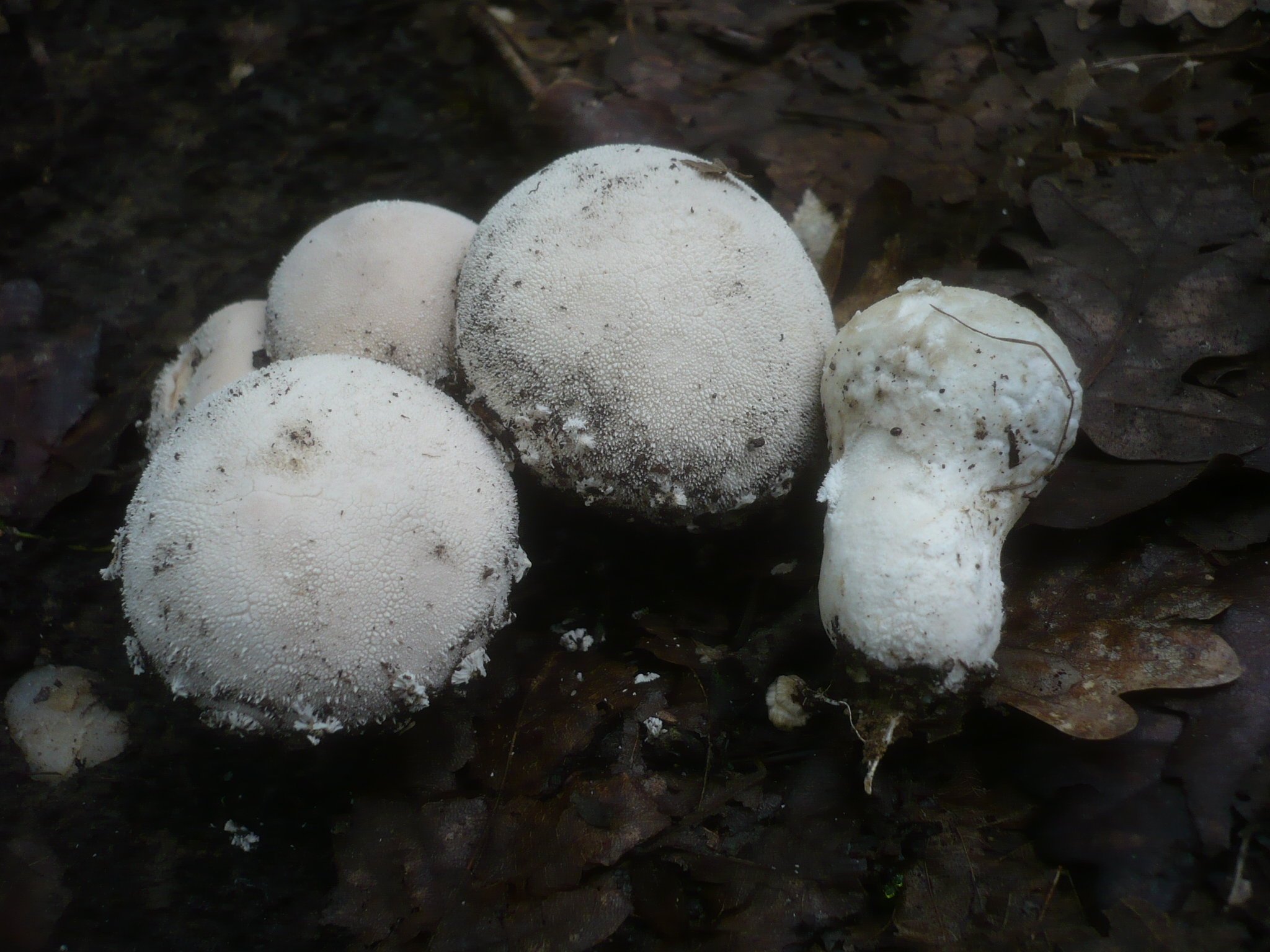
Purchawka łatkowata
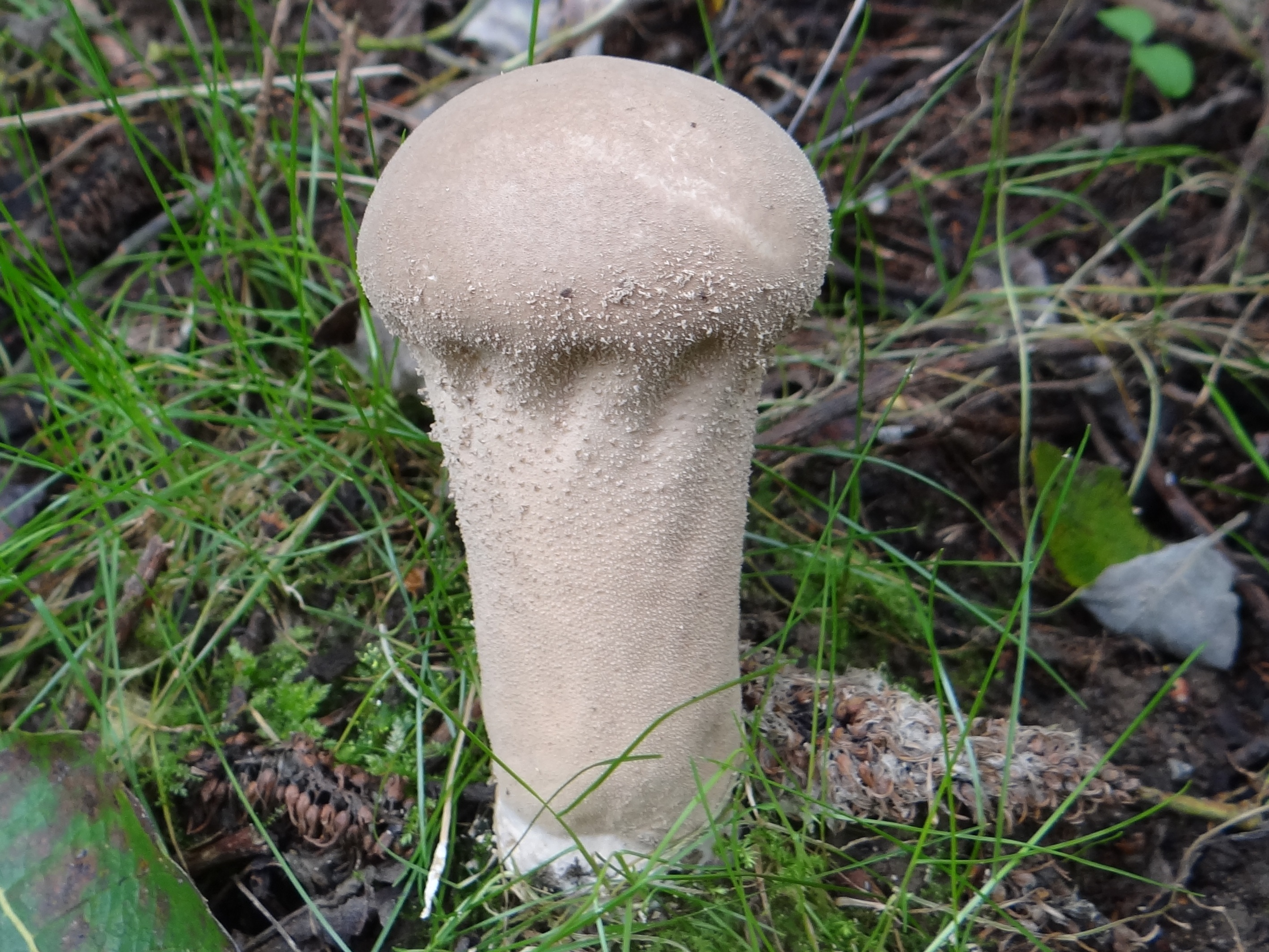
Purchawka fiolowata